# Albuera
Albuera is een gemeente in de Filipijnse provincie Leyte op het eiland Leyte. Bij de laatste census in 2007 had de gemeente ruim 39 duizend inwoners.

## Geografie

### Bestuurlijke indeling
Albuera is onderverdeeld in de volgende 16 barangays:
| - Antipolo - Balugo - Benolho - Cambalading - Damula-an - Doña Maria - Mahayag - Mahayahay | - Poblacion - Salvacion - San Pedro - Seguinon - Sherwood - Tabgas - Talisayan - Tinag-an |

## Demografie
Albuera had bij de census van 2007 een inwoneraantal van 39.199 mensen. Dit zijn 4.864 mensen (14,2%) meer dan bij de vorige census van 2000. De gemiddelde jaarlijkse groei komt daarmee uit op 1,84%, hetgeen lager is dan het landelijk jaarlijks gemiddelde over deze periode (2,04%). Vergeleken met de census van 1995 is het aantal mensen met 5.260 (15,5%) toegenomen.

De bevolkingsdichtheid van Albuera was ten tijde van de laatste census, met 39.199 inwoners op 303,35 km², 129,2 mensen per km².